# Paragortonia
Paragortonia is een kevergeslacht uit de familie van de boktorren (Cerambycidae). De wetenschappelijke naam van het geslacht werd voor het eerst geldig gepubliceerd in 2001 door Chemsak & Noguera.

## Soorten
Paragortonia is monotypisch en omvat slechts de volgende soort:
- Paragortonia leptoforma Chemsak & Noguera, 2001